# Ministerio de Justicia (España)
El Ministerio de Justicia (MJUS) fue un departamento del Gobierno de España que, desde el siglo XVIII, ostentó competencias sobre el desarrollo del ordenamiento jurídico y relaciones con la Administración de Justicia. En noviembre de 2023, el ministerio se fusionó con el Ministerio de la Presidencia, dando lugar a un nuevo departamento denominado Ministerio de la Presidencia, Justicia y Relaciones con las Cortes.
La sede principal del Departamento y donde aun hoy se encuentran los servicios centrales fue, desde 1851, el Palacio de la Marquesa de la Sonora. Asimismo, el Departamento poseía otras sedes. Entre ellas, se encontraban una adquirida en 1982, el Palacio de Parcent, sede de la Secretaría General Técnica y la Dirección General de Cooperación Jurídica Internacional, el Palacio o Casa de los Cinco Gremios, que alberga la Dirección General de Seguridad Jurídica y Fe Pública, y el Palacio del conde de Ágreda, sede de la Secretaría General para la Innovación y Calidad del Servicio Público de Justicia.
El Ministerio se creó en 1714 —junto con los de Asuntos Exteriores, Defensa y Hacienda— y su titular es el ministro de Justicia, quien también es, por razón de su cargo, notario mayor del Reino. Desde 2023, el ministro de Justicia es Félix Bolaños, que también es ministro de la Presidencia.

## Historia

### Primeros años
Con la llegada de una nueva dinastía a España, la Casa de Borbón, se inician una serie de reformas administrativas que llevan a la centralización del Estado. Con ese objetivo, el nuevo rey, Felipe V, divide el 11 de julio de 1705 la Secretaría del Despacho Universal en dos secretarías, una para Guerra y Hacienda y otra para «todo lo demás de cualquier materia que sea», que principalmente abarcaba los asuntos eclesiásticos y de justicia.
Ya casi terminada la Guerra de Sucesión, a similitud del modelo francés, por Real Decreto de 30 de noviembre de 1714 el rey volvió a dividir los asuntos por materias creando cuatro secretarías de Despacho así como una Veeduría General. Entre ellas se encontraba la Secretaría de Estado y del Despacho de Negocios Eclesiásticos, Justicia y Jurisdicción, encargada de los asuntos eclesiásticos, de la manutención de las regalías de la Corona, del régimen de las universidades, y de la justicia y jurisdicción de Consejos y tribunales, especialmente en los nombramientos, secretaría que asumió Manuel Vadillo Velasco quien ya ejercía previamente la secretaría para todo lo demás.
Apenas tres años después, por Real Decreto de 2 de abril de 1717, se suprimen la Secretaría de Estado y del Despacho de Marina e Indias y la Veeduría o Intendencia General de Hacienda, pasando los asuntos sobre la Armada y la mar en general a la Secretaría de Guerra y los asuntos sobre las Indias y Hacienda a esta Secretaría, que ahora se denominaba Secretaría de Estado de Justicia, Gobierno Político y Hacienda de España e Indias. Sin embargo, esta situación durará poco, pues en diciembre de 1720 los negocios de Hacienda vuelven a cobrar autonomía y lo mismo ocurre con aquellos de Marina e Indias en enero de 1721.
En la segunda mitad de su reinado, el rey Fernando VI lleva a cabo una serie de importantes reformas, destacando las llevadas a cabo entre 1754 y 1755 que supusieron la clasificación definitiva de las Secretarías del Despacho y sus competencias. Así, entre el 15 de mayo de 1754 y el 24 de mayo de 1755, por una serie de reales decretos las secretarías del Despacho llegan a ser cinco (se regula propiamente la de Hacienda), y se les dota de planta fija. En el caso de la Secretaría de Negocios eclesiásticos, justicia y jurisdicción, por el Real Decreto de 26 de agosto de 1754 pasa a denominarse «Secretaría de Estado y del Despacho de Gracia y Justicia».
En cuanto a las funciones de esta Secretaría del Despacho de Gracia y Justicia, le correspondía todo lo perteneciente «al gobierno de tribunales, con la nominación de sus presidentes, gobernadores y ministros, y los de las Cancillerías y Audiencias: el nombramiento del Inquisidor general y ministros del Supremo de Inquisición; exceptuándose la nominación de aquellos pertenecientes a los Consejos de Indias, Hacienda y Guerra (...). Asimismo se proveerán por dicha Secretaría todos los corregimientos que no están destinados a Guerra y Hacienda; y se me dará cuenta de todos los puntos de Justicia y Gobierno, Policía y Economía que se ofrezcan en sus jurisdicciones».
Igualmente, le correspondía los asuntos del Real Patronato; todo lo relativo a los asuntos eclesiásticos y el nombramiento de sus autoridades (salvo en las Indias); la conservación de las Regalías de la Corona; asegurar el cumplimiento de las leyes y pragmáticas así como la persecución de los delincuentes, la manutención de catedrales, iglesias, colegiatas, fábricas de patronato y, en definitiva, todo establecimiento protegido por la Corona; la gestión de los recursos judiciales que al rey se hicieran llegar; todo lo relativo a los Palacios Reales y el nombramiento de su personal; títulos nobiliarios y grandezas; asuntos relativos al ámbito local, incluyendo las sisas municipales; así como la expedición de las órdenes sobre las concesiones que el rey hiciera de «gracias y mercedes de todos géneros».
En 1763 se nombra al primer archivista de la Secretaría, siendo ésta la fecha en la que se considera que se funda el Archivo General del Ministerio de Justicia, aunque desde que se creó el órgano en 1714 existió entre su plantilla una persona encargada de la coordinación de los papeles del archivo.

#### Asuntos de Indias
Sin mayores cambios se mantuvo así hasta 1787. En este año, el rey Carlos III, debido al aumento de los negociados relativos a las colonias, dividió los asuntos de Indias (que hasta entonces asumía Marina) en dos Secretarías: una para asuntos de Gracia y Justicia de Indias y otra de Guerra, Hacienda, Comercio y Navegación de Indias.
De esta forma, todo lo relativo a la justicia, los Consejos y asuntos eclesiásticos del ámbito de las Indias que hasta ese momento eran asumidos por la Secretaría de Gracia y Justicia se atribuyen a una nueva Secretaría propia. Sin embargo, esta reforma no acabó con los problemas que había intentado remediar, por lo que por Real Decreto de 25 de abril de 1790 se vuelve a la ya clásica división en cinco Secretarías del Estado y del Despacho (Estado, Guerra, Marina, Hacienda y Gracia y Justicia), cada una de las cuales se repartió los asuntos correspondientes a las Indias. Esta división de los diferentes ramos de la Administración se mantendrá hasta las Cortes de Cádiz, que introducirán otras reformas.

### De Secretaría a Ministerio
El siglo XIX se inicia con muchos cambios en Europa. La caída de la monarquía francesa y el ascenso de Napoleón Bonaparte acaba derivando en una invasión francesa de España, que supone el establecimiento de dos legalidades: la establecida por el Estatuto de Bayona por una parte y la establecida por la Junta Suprema Central (posterior Consejo de Regencia de España e Indias) por otra.

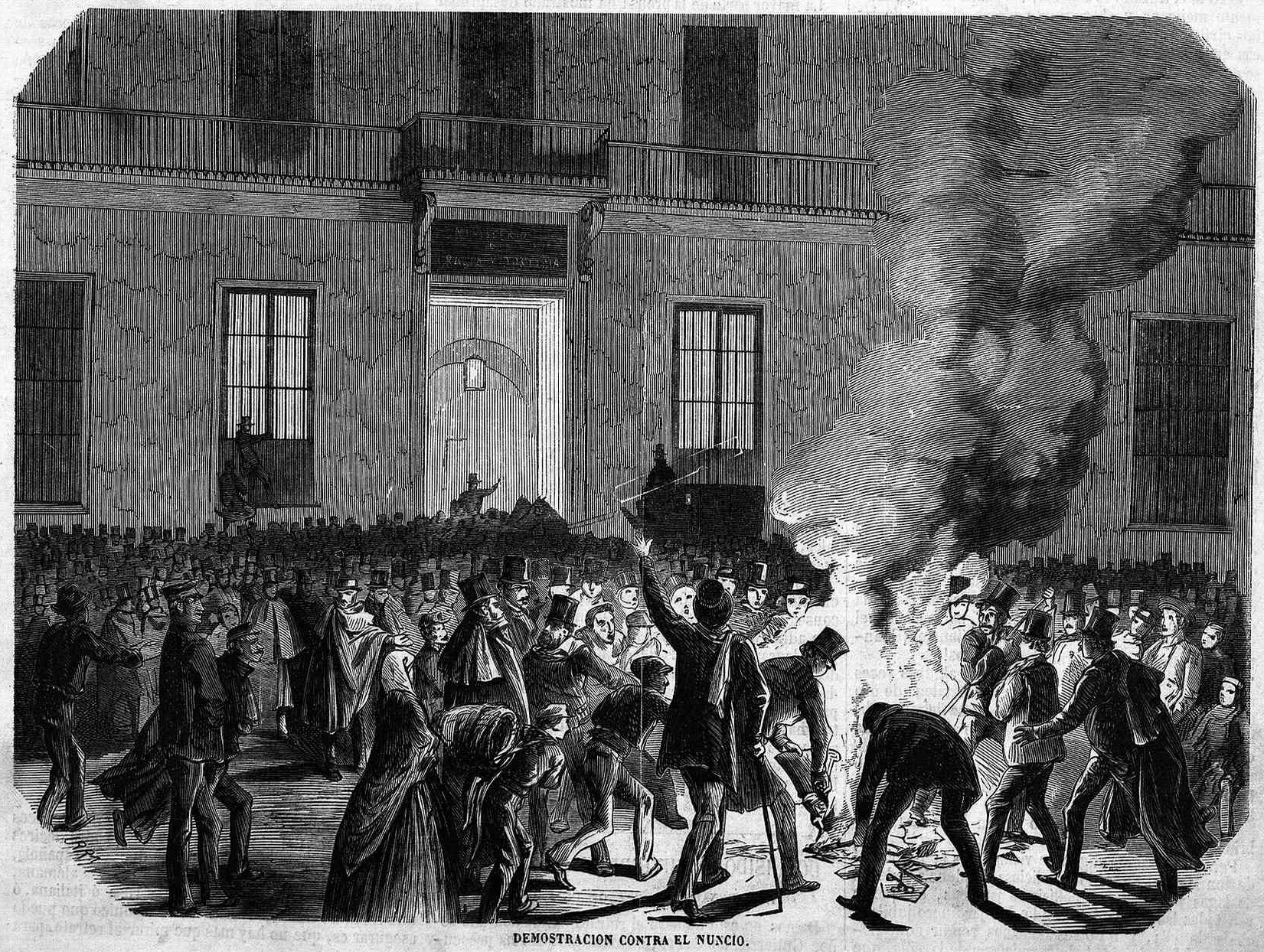
Manifestación por la libertad de culto frente a la sede del Ministerio. 1869.

Tanto una como otra previeron la existencia de un ministerio responsable de los asuntos judiciales y eclesiásticos; el primero, lo llamó Ministerio de Gracia y Justicia, mientras que la segunda mantuvo la estructura ministerial nombrando a Benito Ramón Hermida Maldonado secretario del Despacho de Gracia y Justicia, hecho confirmado con la aprobación de la Constitución española de 1812, llamada «la Pepa», que mantuvo la tradicional Secretaría del Despacho de Gracia y Justicia.
Durante toda la primera mitad del siglo, el término Secretaría de Estado, Secretaría del Despacho y Ministerio se utilizan como sinónimos, llegando el término «ministro» a ser recogido en la Constitución de 1837. Finalmente, durante la segunda mitad es cuando se consolida el término, desapareciendo paulatinamente los anteriores y consolidándose como Ministerio de Gracia y Justicia.
El 25 de marzo de 1834 supuso el final del régimen polisinodial. Se suprimieron los antiguos Consejos, a excepción del Consejo de Estado y el Consejo de las Órdenes, siendo sustituidos por tribunales supremos para asuntos de jurisdicción y el Consejo Real de España e Indias para asuntos de gobierno. El personal de los extintos Consejos fue absorbido por estos tribunales, el Consejo Real o por las Secretarías del Despacho, en función de su trabajo.
Dos años más tarde, en septiembre de 1836, el recién nombrado ministro, José Landero y Corchado, redujo el número de secciones del Departamento de cuatro a tres, al suprimir la Sección de Ultramar al considerar que las otras tres secciones podían asumir su trabajo sin necesidad de tener una sección dedicada en exclusiva a tales asuntos.
En 1840 el regente provisional del Reino cedió al Ministerio de Gobernación de la Península «todos los negocios sobre división del territorio, así en lo civil como en lo económico, militar, judicial y eclesiástico» que hasta entonces poseía Gracia y Justicia.

#### Educación

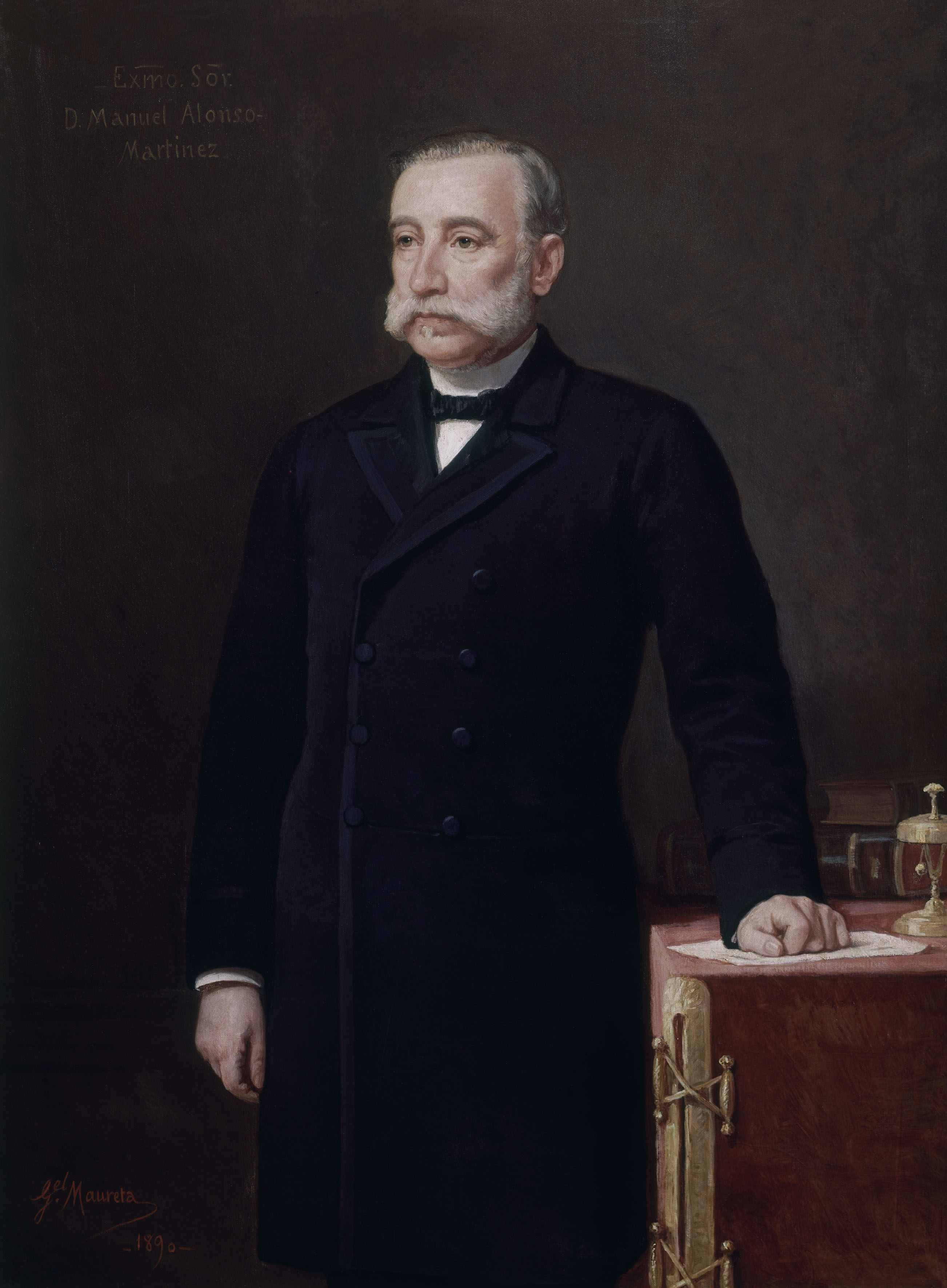
Manuel Alonso Martínez. Durante su mandato al frente del Ministerio se aprobó la actual Ley de Enjuiciamiento Criminal (1882) e impulsó activamente la codificación del derecho civil.

Ya hacia 1851, con Ventura González Romero como ministro, se reorganiza al completo el Ministerio, estructurándose mediante la Subsecretaría, de la que dependían cinco secciones —personal de la administración de justicia, fiscalía y del ministerio; negocios eclesiásticos; asuntos civiles y contenciosos; negocios criminales; y asuntos generales—, y una dirección de contabilidad de culto y clero, que dependía directamente del ministro. Pocos meses después, debido al estrecho contacto que tenía el Departamento con el mundo religioso —actor muy importante en el mundo de la educación en ese momento— se integra en el ministerio la Dirección General de Instrucción Pública. Asimismo, como responsable de los asuntos eclesiásticos, se le adscribieron el Vicariato General Castrense, todo lo relativo a obras pías y la Obra Pía de los Santos Lugares de Jerusalén y lo relativo a la designación de eclesiásticos que se tuviera que hacer en establecimientos públicos de beneficencia u similares financiados por cualquier administración pública, que hasta entonces estaban en otros departamentos.
Así, para el año 1853 el Ministerio de Gracia y Justicia se componía de una subsecretaría y diez secciones (dos para asuntos eclesiásticos; una para el personal de la Administración de Justicia; otra para derecho civil; otra para derecho penal; tres para instrucción pública; otra para escribanos, notarios y estadística; y una última para bibliotecas, archivos, premios, publicaciones y libros, estadísticas educativas y organización educativa). Dos años más tarde, en marzo de 1855, tal y como había pasado en otros ministerios como en el de Estado, se suprimió la plaza de subsecretario al considerarla innecesaria, siendo recuperada en enero del año siguiente.
Tras más de cinco años en el Ministerio, en diciembre de 1856 se reintegra la Dirección General de Instrucción Pública en el Ministerio de Fomento, al considerar contraproducente que la enseñanza estuviera dividida entre estos dos departamentos.

#### Prisiones
Sin muchos más cambios relevantes en lo orgánico, salvo la creación en 1861 de la Dirección General del Registro de la Propiedad (actual Dirección General de Seguridad Jurídica y Fe Pública), y obviando la inestabilidad posterior a la Revolución gloriosa, que provocó continuos cambios orgánicos en la estructura del Gobierno, cabe resaltar el caso de las prisiones.
Desde la creación de la Dirección General de Presidios en 1834, estuvo siempre adscrita al departamento ministerial con responsabilidades en seguridad pública. Sin embargo, la Ley de presupuestos de gastos e ingresos del Estado para el año económico de 1887-88 adscribió al Departamento de Gracia y Justicia dicho órgano directivo, por aquel entonces llamado Dirección General de Establecimientos Penales.

#### Registro Civil
Durante los últimos años de este siglo, se impulsaron desde el departamento leyes muy trascendentales como la Ley Hipotecaria de 1861, la Ley de Matrimonio Civil de 1870, el Código Penal de 1870 o el Código Civil de 1889. Destacan, también, la Ley del Registro Civil de 1870 que, desde el 1 de enero de 1871, implantó en todos los municipios del país un registro civil, y el Real Decreto de 22 de enero de 1873, que creó el Registro Civil de la Familia Real, con los mismos objetivos que el registro civil general pero reservado en exclusiva a la Familia Real, y cuyo custodio es, desde entonces, el ministro de Justicia, como notario mayor del Reino.

### SigloXX

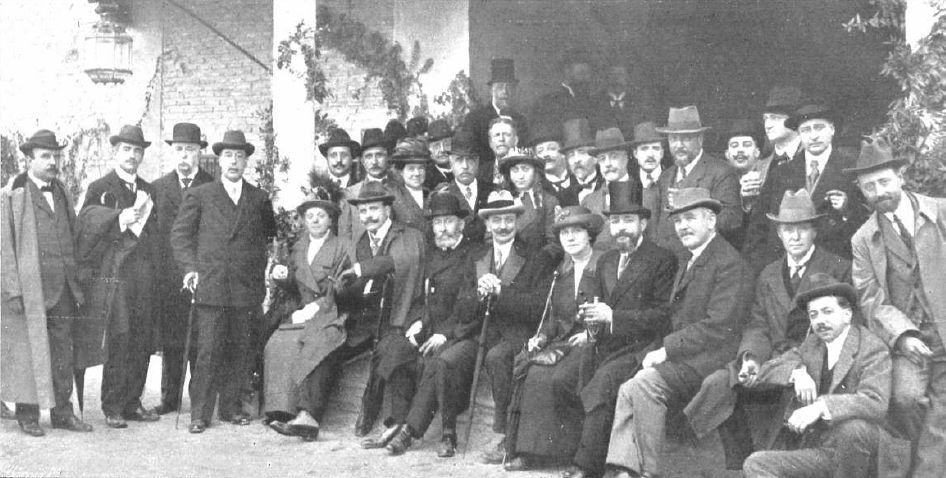
Congreso Internacional de Derecho. 1913. Entre ellos, el ministro de Gracia y Justicia, Pedro Rodríguez de la Borbolla.

El siglo XX se puede decir que fue un siglo tranquilo para el Ministerio de Justicia, manteniéndose prácticamente intacta la estructura heredada de mediados y finales del siglo XIX consistente en una Subsecretaría y las direcciones generales de Prisiones y de los Registros y del Notariado. Los hechos más relevantes se producen en dos periodos; la dictadura de Primo de Rivera y en la Segunda República.

#### Dictadura de Primo de Rivera
Con la dictadura de Miguel Primo de Rivera, en 1925 se establece de forma provisional una estructura que se organizó en torno a «de Justicia, Culto y Asuntos Generales», otra «de los Registros y del Notariado» y otra «de Prisiones». La creación de la primera se debió principalmente a la supresión ese mismo año de las subsecretarías, por lo que se intentó agrupar en una dirección general todos los asuntos de ésta. Asimismo, se creó una Secretaría auxiliar para asistir de forma técnica al ministro y para atender reclamaciones. Tres años después el departamento se renombró como Ministerio de Justicia y Culto. En mayo de 1930, tras la caída de Primo de Rivera, el Ministerio recuperó la estructura y denominación previas a 1925.

#### Segunda República, dictadura y transición

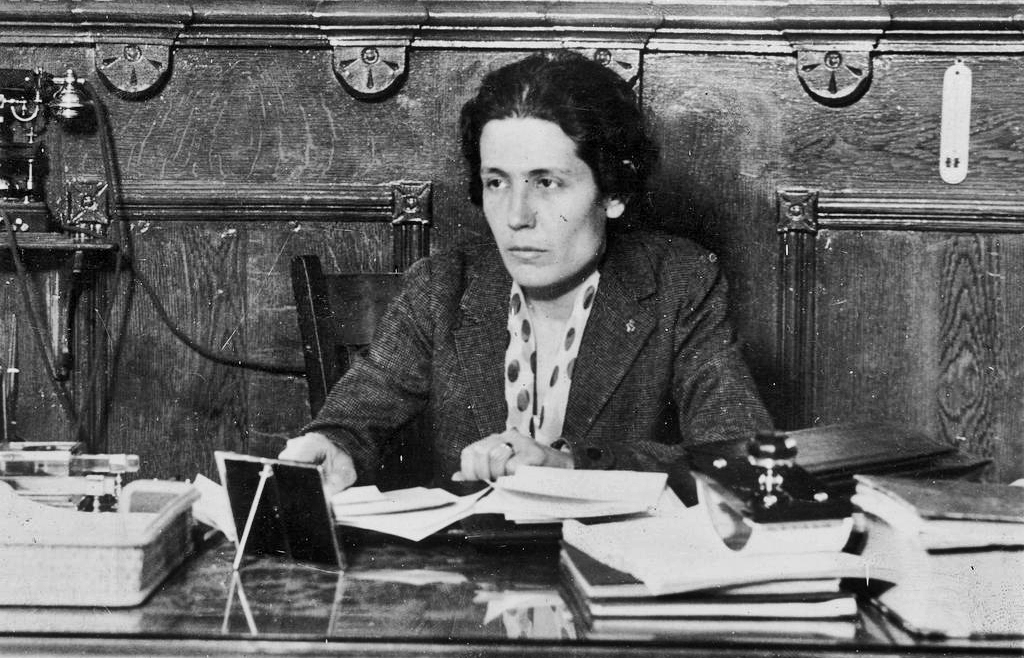
Victoria Kent, directora general de Prisiones. 1931.

Con la proclamación de la Segunda República el 14 de abril de 1931, el ministerio pasa a denominarse «Ministerio de Justicia», siendo nombrado para el cargo Fernando de los Ríos Urruti. Entre las primeras medidas de este ministro, cabe destacar el nombramiento de Victoria Kent como directora general de Prisiones, siendo la primera mujer en ostentar un cargo político en España y la aprobación de un Decreto que autorizaba de forma expresa a las mujeres a participar en las oposiciones para ingresar en los cuerpos de notarios y registradores de la propiedad.
Durante los primeros cinco años de la joven república, la estructura del ministerio fue la misma que la establecida en 1930 por el gobierno de Dámaso Berenguer, que no era otra que la existente antes de 1925 (por supuesto, sin las secciones y negociados más próximos al régimen de monarquía, como era todo lo relativo a prerrogativas regias, títulos y grandezas).
En 1935, ocurre algo insólito hasta el momento. El presidente del Consejo de Ministros, Alejandro Lerroux, en uno de sus últimos actos como jefe del Ejecutivo ordena la refundición de los Ministerios de Trabajo, Sanidad y Previsión y de Justicia en uno solo, llamado Ministerio de Trabajo, Justicia y Sanidad. En febrero del año siguiente, el entonces presidente del Consejo de Ministros, Manuel Azaña, vuelve a separar ambos departamentos. Mientras estuvieron unidos, se recuperó la Dirección General de Justicia, que asumió todos los asuntos relativos al ramo y las direcciones generales del Ministerio pasaron a ser subdirecciones generales de ésta.

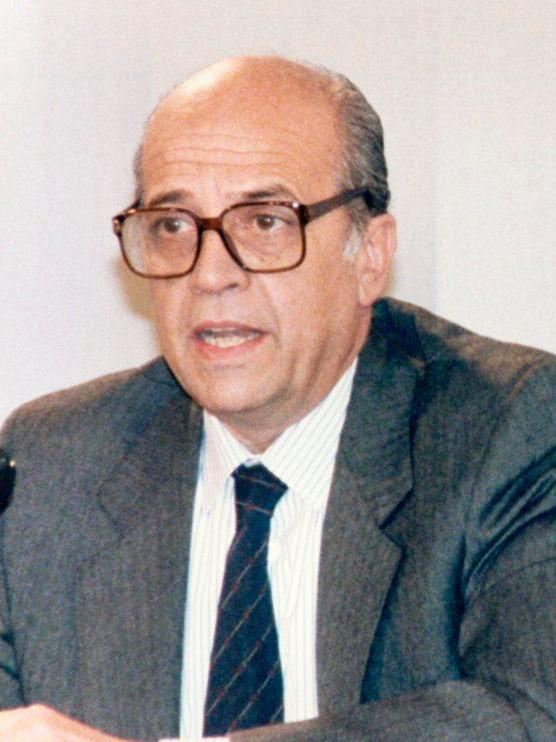
Francisco Fernández Ordóñez, impulsor, de entre otras reformas, de la Ley del Divorcio de 1981.

Durante la Guerra Civil, ambos bandos tuvieron sus propios órganos ministeriales relativos a la justicia. Por su posterior relevancia, cabe mencionar la estructura establecida por el bando sublevado en marzo de 1938. El Ministerio se organizaba mediante una Subsecretaría con cuatro secciones (Central; Personal; Contabilidad y Estadística; y Registro General y legalizaciones) y tres servicios nacionales, que sustituían a las direcciones generales ya mencionadas: Justicia; Registros y Notariado; y Prisiones. Asimismo, se volvía a dar relevancia a los asuntos eclesiásticos, otorgándoles el mismo rango que a los otros tres servicios.
Durante toda la dictadura, el Ministerio se mantuvo muy estable, con pequeños cambios orgánicos sin relevancia y la consolidación de las direcciones generales como órgano fundamental. En 1964 se creó la Secretaría General Técnica.
Ya en la transición democrática, el Departamento tuvo un papel muy relevante en todo lo relativo a la aprobación de la Constitución de 1978, asumiendo la función posterior de armonizar los anteproyectos de ley del Gobierno para el desarrollo de ésta, y en la recuperación de ciertos derechos civiles suprimidos durante la dictadura (ej. divorcio).
Para el año 1985, el Ministerio mantenía las mismas funciones que en tiempos de la Restauración, si bien se detallaron algunas funciones preexistentes como era la prevención de la delincuencia juvenil y la protección jurídica del menor a través de una Dirección General de Protección Jurídica del Menor. También, se creó una Dirección General de Servicios para asistir al subsecretario en sus funciones de gestión de los servicios comunes y se le transfirieron nuevas competencias como las de asesorar legalmente al Ejecutivo mediante la Dirección del Servicio Jurídico del Estado (anteriormente, Dirección General de lo Contencioso del Estado).

#### Fusión con Interior
Para acabar el siglo, se lleva a cabo otro hecho insólito, como fue la refundición de los ministerios de Justicia y de Interior en uno solo, dando lugar al Ministerio de Justicia e Interior. Esta fusión duró dos años y, si bien se trató de un periodo de tiempo corto, dejó diversos cambios y novedades que se mantienen hoy en día.
Por una parte, para la mejor gestión de las tres grandes áreas competenciales —seguridad ciudadana, justicia y prisiones— que tenía se crearon en 1994 el mismo número de Secretarías de Estado, destacando la de Justicia, y al mismo tiempo se creó la Dirección General de Cooperación Jurídica Internacional, ambos órganos aún activos. Por otra parte, de la separación de los ministerios en 1996 se retornó, tras más de un siglo, a la situación previa a 1887 en lo relativo al sistema penitenciario, pues se atribuía al Ministerio del Interior.

### Actualidad

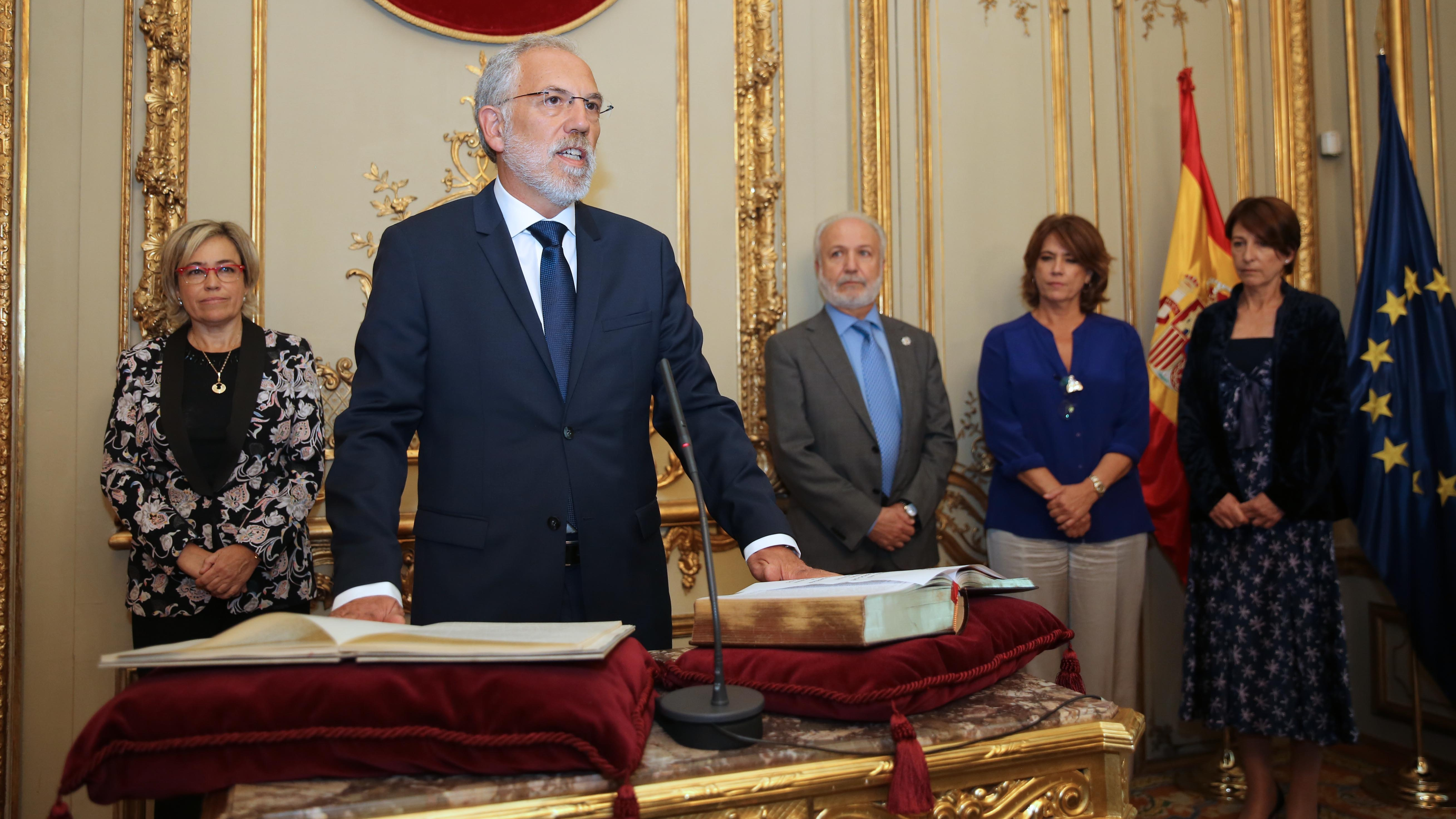
Toma de posesión de altos cargos en época contemporánea.

En tiempos recientes, por mandato del Congreso de los Diputados se creó la Dirección General para la Modernización de la Administración de Justicia en 2001. Ese mismo año, se suprime también la Dirección General de Objeción de Conciencia (creada en 1994) y sus funciones las asume la Subsecretaría.
En 2008 se crea la Secretaría General de Modernización y Relaciones con la Administración de Justicia y en 2010 las direcciones generales de Relaciones con las Confesiones y de Cooperación Jurídica Internacional se fusionan. Ya en tiempos más cercanos, en 2015 se crea en la Administración General del Estado la Oficina de Recuperación y Gestión de Activos (ORGA) como un órgano auxiliar de la Administración de Justicia para la localización, recuperación, conservación, administración y realización de los efectos, bienes, instrumentos y ganancias procedentes de actividades delictivas.
En 2020 perdió una de sus competencias originales: los asuntos eclesiásticos. Este tipo de funciones, que desde hacía unos años habían perdido cada vez más importancia, se trasladaron a la Subsecretaría de la Presidencia, siendo una de sus subdirecciones generales.
En 2022, la Dirección del Servicio Jurídico del Estado, que desde el año 2000 había integrado en su nomenclatura la denominación de «Abogacía General del Estado», pasó definitivamente a adoptar este último nombre.
En noviembre de 2023, el Ministerio de Justicia y el Ministerio de la Presidencia se refundieron en un solo departamento, el Ministerio de la Presidencia, Justicia y Relaciones con las Cortes.

## Estructura orgánica

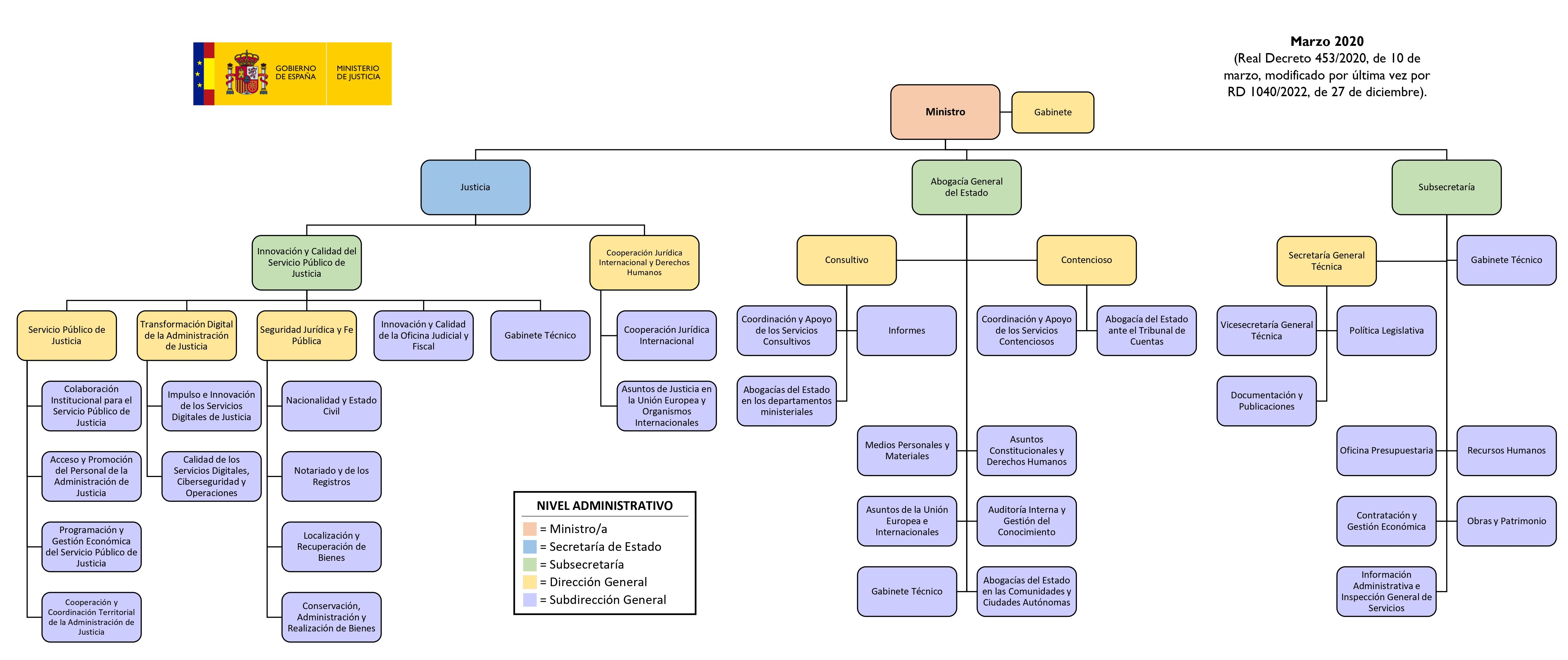
Organigrama del Ministerio (hasta dirección general). Marzo de 2020.

El Ministerio de Justicia se estructuraba a través de los órganos siguientes (en negrita los directamente dependientes del ministro):
- La Secretaría de Estado de Justicia, de la que dependían los siguientes órganos directivos:
  - La Secretaría General para la Innovación y Calidad del Servicio Público de Justicia, con rango de Subsecretaría.
    - La Dirección General para el Servicio Público de Justicia.
    - La Dirección General de Transformación Digital de la Administración de Justicia.
    - La Dirección General de Seguridad Jurídica y Fe Pública, que también actúa como Oficina de Recuperación y Gestión de Activos (ORGA).

  - La Dirección General de Cooperación Jurídica Internacional y Derechos Humanos.

- La Subsecretaría de Justicia, de la que dependían los siguientes órganos directivos:
  - La Secretaría General Técnica.
- La Abogacía General del Estado, con rango de Subsecretaría.
  - La Dirección General de lo Consultivo.
  - La Dirección General de lo Contencioso.

Como órgano de asistencia inmediata al ministro existía un Gabinete.

### Adscripciones
Se adscribían al Departamento, a través de la Secretaría de Estado, los siguientes organismos públicos:
- El Centro de Estudios Jurídicos (CEJ).

- La Mutualidad General Judicial (MUGEJU).

## Sede

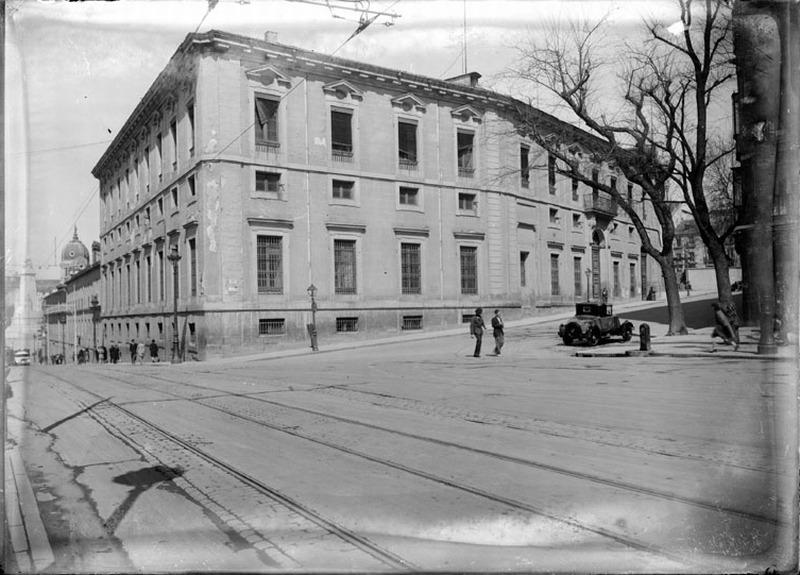
Palacio del Marqués de Grimaldi en 1930. Abandonado por aquel entonces, un año después sería parcialmente derribado.

Al igual que las otras Secretarías de Estado y del Despacho, la de Gracia y Justicia tuvo su sede inicial en el Real Alcázar hasta el incendio de 1734. Temporalmente se trasladaron al Palacio del Buen Retiro y, una vez estuvo finalizado, se instalaron en el nuevo Palacio Real.
Cuando se hizo evidente que el volumen de trabajo que gestionaban las Secretarías era incompatible con el espacio disponible en Palacio pero, sobre todo, por la falta de espacio de la Familia Real que durante el reinado de Carlos IV había crecido considerablemente, en 1826 la Secretaría de Gracia y Justicia, junto con los otros ministerios –menos el de Estado–, se reubicaron en el Palacio del Marqués de Grimaldi (llamado también Casa de los Ministerios, precisamente por este hecho, o Palacio de Godoy por ser uno de sus inquilinos Manuel Godoy). Tras un incendio en 1846, los distintos departamentos –salvo el de Marina– fueron encontrando nuevos emplazamientos.
Por fin, en 1851 se encuentra una sede definitiva, el Palacio de la Marquesa de la Sonora, edificio en el que se mantienen en la actualidad el grueso de los servicios del Departamento. El Palacio ha sufrido numerosas reformas, destacando la ampliación llevada a cabo por el arquitecto Javier Barroso entre 1942 y 1949, quien introdujo las torres laterales de estilo herreriano.
Además de la sede central, el Ministerio de Justicia posee otros palacios. Por una parte, en 1982 el Estado adquirió el Palacio de Parcent, popularmente conocido como La Casa de los Siete Jardines, situado en la misma calle que el de Sonora; actualmente alberga dos órganos directivos: la Secretaría General Técnica y la Dirección General de Cooperación Jurídica Internacional. Por otra parte, el Ministerio posee el Palacio de los Cinco Gremios, histórica sede que en el pasado hospedó dependencias del Ministerio de Hacienda y que hoy acoge a la Dirección General de Seguridad Jurídica y Fe Pública, y el Palacio del conde de Ágreda, adquirido en 1989 y hoy sede de la Secretaría General para la Innovación y Calidad del Servicio Público de Justicia. Igualmente, el edificio contiguo a este, San Bernardo 19, alberga la Dirección General para el Servicio Público de Justicia y la Dirección General de Transformación Digital de la Administración de Justicia, entre otros.
Por último, los organismos autónomos del Ministerio, la Mutualidad General Judicial y el Centro de Estudios Jurídicos, tienen sus propias sedes. En el primer caso, en 1992 adquirió el Palacio de Zabálburu, que lo comparte con la Biblioteca Francisco de Zabálburu, mientras que el segundo tiene un edificio propio en la Ciudad Universitaria de Madrid.

## Titulares
El titular del Ministerio de Justicia, que es también notario mayor del Reino, es el cauce de comunicación del Gobierno con la Administración de Justicia, con el Consejo General del Poder Judicial y con el Ministerio Fiscal, a través del fiscal general del Estado, así como con los órganos de gobierno de las comunidades autónomas en las materias de su competencia.
Igualmente, corresponden al ministro las relaciones con la Agencia Española de Protección de Datos y con los Consejos Generales de los Colegios de Abogados y de Procuradores de los Tribunales, así como la presidencia de los siguientes órganos colegiados:
- La Comisión General de Codificación.
- El Consejo del organismo autónomo Centro de Estudios Jurídicos.
- La Junta de Gobierno de la Orden de San Raimundo de Peñafort.
- La Conferencia Sectorial de Administración de Justicia.

A continuación, se detallan todas las personalidades que han estado al frente de este ministerio desde la Transición (1975):
| Inicio                   | Finalización             | Nombre                           | Partido                 |
| ------------------------ | ------------------------ | -------------------------------- | ----------------------- |
| 12 de diciembre de 1975  | 5 de julio de 1976       | Antonio Garrigues Díaz-Cañabate  | Movimiento Nacional UCD |
| 5 de julio de 1976       | 6 de abril de 1979       | Landelino Lavilla Alsina         | UCD                     |
| 6 de abril de 1979       | 9 de septiembre de 1980  | Íñigo Cavero Lataillade          | UCD                     |
| 9 de septiembre de 1980  | 1 de septiembre de 1981  | Francisco Fernández Ordóñez      | UCD                     |
| 1 de septiembre de 1981  | 3 de diciembre de 1982   | Pío Cabanillas Gallas            | UCD                     |
| 3 de diciembre de 1982   | 12 de julio de 1988      | Fernando Ledesma Bartret         | PSOE                    |
| 12 de julio de 1988      | 12 de marzo de 1991      | Enrique Múgica Herzog            | PSOE                    |
| 12 de marzo de 1991      | 13 de julio de 1993      | Tomás de la Quadra-Salcedo       | PSOE                    |
| 14 de julio de 1993      | 6 de mayo de 1996        | Juan Alberto Belloch Julbe       | Independiente (PSOE)    |
| 6 de mayo de 1996        | 27 de abril de 2000      | Margarita Mariscal de Gante      | Independiente (PP)      |
| 28 de abril de 2000      | 10 de julio de 2002      | Ángel Acebes Paniagua            | PP                      |
| 10 de julio de 2002      | 18 de abril de 2004      | José María Michavila             | PP                      |
| 18 de abril de 2004      | 12 de febrero de 2007    | Juan Fernando López Aguilar      | PSOE                    |
| 12 de febrero de 2007    | 23 de febrero de 2009    | Mariano Fernández Bermejo        | PSOE                    |
| 23 de febrero de 2009    | 22 de diciembre de 2011  | Francisco Caamaño Domínguez      | PSOE                    |
| 22 de diciembre de 2011  | 23 de septiembre de 2014 | Alberto Ruiz-Gallardón Jiménez   | PP                      |
| 23 de septiembre de 2014 | 29 de septiembre de 2014 | Soraya Sáenz de Santamaría Antón | PP                      |
| 29 de septiembre de 2014 | 7 de junio de 2018       | Rafael Catalá Polo               | PP                      |
| 7 de junio de 2018       | 13 de enero de 2020      | Dolores Delgado García           | Independiente (PSOE)    |
| 13 de enero de 2020      | 12 de julio de 2021      | Juan Carlos Campo Moreno         | Independiente (PSOE)    |
| 12 de julio de 2021      | 21 de noviembre de 2023  | Pilar Llop                       | Independiente (PSOE)    |
| 21 de noviembre de 2023  | En el cargo              | Félix Bolaños                    | PSOE                    |

## Presupuesto
Para su último ejercicio fiscal, 2023, el Departamento de Justicia tuvo un presupuesto de 2454 millones de euros. De los once programas que tenía la Sección 13 (Ministerio de Justicia) del presupuesto, destacaba el Programa 112A «Tribunales de Justicia y Ministerio Fiscal», dotado con 1963 millones de euros. Este programa sufragaba los medios personales, materiales, tecnológicos y financieros de los tribunales de Justicia y del Ministerio Fiscal, así como el Instituto Nacional de Toxicología y los diferentes Institutos de Medicina Legal.

### Evolución
| Gasto consolidado del Ministerio de Justica entre 2000 y 2023 Datos cada dos años, salvo el más reciente (en millones de euros) |
| |
| Fuente: Presupuestos Generales del Estado. Ministerio de Hacienda.                                                              |

### Auditoría
Las cuentas del Ministerio, así como de sus organismos adscritos, eran auditadas de forma interna por la Intervención General de la Administración del Estado (IGAE), a través de una Intervención Delegada en el propio Departamento. De forma externa, era el Tribunal de Cuentas el responsable de auditar el gasto.